# 約翰遜海崖
約翰遜海崖（英語：Johnson Bluff），是南極洲的海崖，位於杜費克海岸，處於蘭弗利角東北面9公里，以美國研究計劃的生物學家命名，現時由南極條約體系管理。